# Momodou Drammeh
Momodou Lamin Drammeh (* 26. Oktober 1978) ist ein Leichtathlet aus dem westafrikanischen Staat Gambia, der sich auf die Kurzstrecke spezialisiert hat. Er nahm an den Olympischen Spielen 1996 teil.

## Olympia 1996
Momodou Drammeh nahm bei den Olympischen Sommerspielen 1996 in Atlanta an einem Wettbewerb teil:
- Im Wettbewerb 4-mal-400-Meter-Staffel lief er zusammen mit Dawda Jallow, Lamin Drammeh und Assan John. Drammeh lief als Zweiter der Staffel, die aber den Lauf nicht beendete und sich damit nicht weiter qualifizieren konnte.